# Isaac Da Costa
Ne doit pas être confondu avec Isaac da Costa.
Pour les articles homonymes, voir Da Costa.
Isaac Da Costa fut le fondateur de l’une des premières synagogues de Curaçao, à laquelle il fournit le premier Sefer Torah.

## Biographie
Membre de la Congrégation juive portugaise d'Amsterdam, où il s'était réfugié, Isaac Da Costa fut en 1659 le meneur de la deuxième vague d'immigration de la communauté juive de Curaçao, où il fonda le cimetière encore visible, avec la tombe de Judith Lopes da Fonseca, décédée en 1668. La même année, il fonda ensuite la communauté juive de Cayenne, avec David Cohen Nassi.
En 1651, une première vague menée par Joao d’Ylan avait amené 10 à 12 familles de la communauté juive portugaise d'Amsterdam pour fonder une Congrégation Mikvé Israel, sur la plantation « De Hoop » (« L'espoir » en hollandais). Il fonda ensuite la communauté juive de Cayenne.
La première vraie synagogue de Curaçao, imitation de la synagogue sépharade portugaise d’Amsterdam, a été construite en 1730 par Pieter Roggenburg, et elle fut inaugurée en 1732. Jusque-là, les services religieux se tenaient dans des maisons.
Il fit partie des plus importants marchands d'esclaves du continent américain,.